# 腹膜透析
腹膜透析（英語：Peritoneal dialysis、PD）是在腹腔注入透析液，利用體內的腹膜過濾，清除血液中新陳代謝的廢物及多餘水分，俗稱「洗肚」，是除血液透析以外的腎衰竭療法之一。

## 過程
每天必須操作數次的換液。一次的換液步驟將雙連袋換液管組與身上的輸液管連接，先引流出原先留置在腹腔內的透析液，再注入一袋新的透析液，最後分離管組，套上新的保護帽。

## 優缺點
優點
- 可以在許多地點操作換液，不需要每週去三次醫院。
- 以平穩的速度移除水分，血壓控制較佳。
- 飲食限制較少，是因為可以平穩長時間移除毒素。
- 比較不會貧血。
- 對於大分子及中分子尿毒素的移除效率較佳。
- 較為容易保留殘餘腎功能及殘餘排尿，殘餘腎功能及殘餘排尿對於存活率及生活品質的幫助非常明顯。
- 腎功能回復到不需透析治療的機會較高：一些慢性腎衰竭患者，在透析一段時間後，腎功能會回復到可以停止透析治療的程度，而選用腹膜透析的患者，回復機率較高。
- 低成本；尤其是當血液透析患者想要維持生活品質及減少死亡率時，必須採取長時間透析來增加透析平穩性、並且每晚到醫院透析以增加活動自由，這都會大幅增加透析成本。

缺點
- 因為透析液含葡萄糖，因此對血糖及血脂控制較差，而腎衰竭末期患者有許多糖尿病患。
- 蛋白質流失，對於食慾差的患者來說是問題；可以用含氨基酸的透析液來減緩。
- 由於換液時會有細菌病毒混入透析液的可能，所以會感染腹膜炎的風險，必須用良好衛生習慣來預防，血液透析則由醫生護士來處理衛生問題；不過近來隨著自動換液機器的發展，讓感染腹膜炎的頻率下降。
- 病患的心智、體力及殘餘腎功能必須有一定水準，否則必須使用血液透析；因此對犬貓實行腹膜透析，必須以住院來解決衛生問題。
- 腹膜仍有「使用期限」，屆時必須使用血液透析，但可以用氨基酸透析液來增加使用期限。
- 若脫水不理想，需要更換更濃的透析液，較濃的透析液會提高控制血糖血脂的難度，而且會縮短腹膜的使用期限。

因此整體而言，年輕而且沒有糖尿病的患者適合先使用腹膜透析，等到殘餘腎功能過差時換用血液透析；而年老及罹患糖尿病的患者大多必須在一開始就使用血液透析。

## 家居腹膜透析
家居腹膜透析可以分為兩類：
- 連續性可攜帶腹膜透析（Continuous Ambulatory Peritoneal Dialysis，簡稱CAPD）

每日進行3至4次。病人在透析進行時可進行其它活動。
- 自動腹膜透析（Automated Peritoneal Dialysis）

在病人睡眠時進行。

## 相關圖片

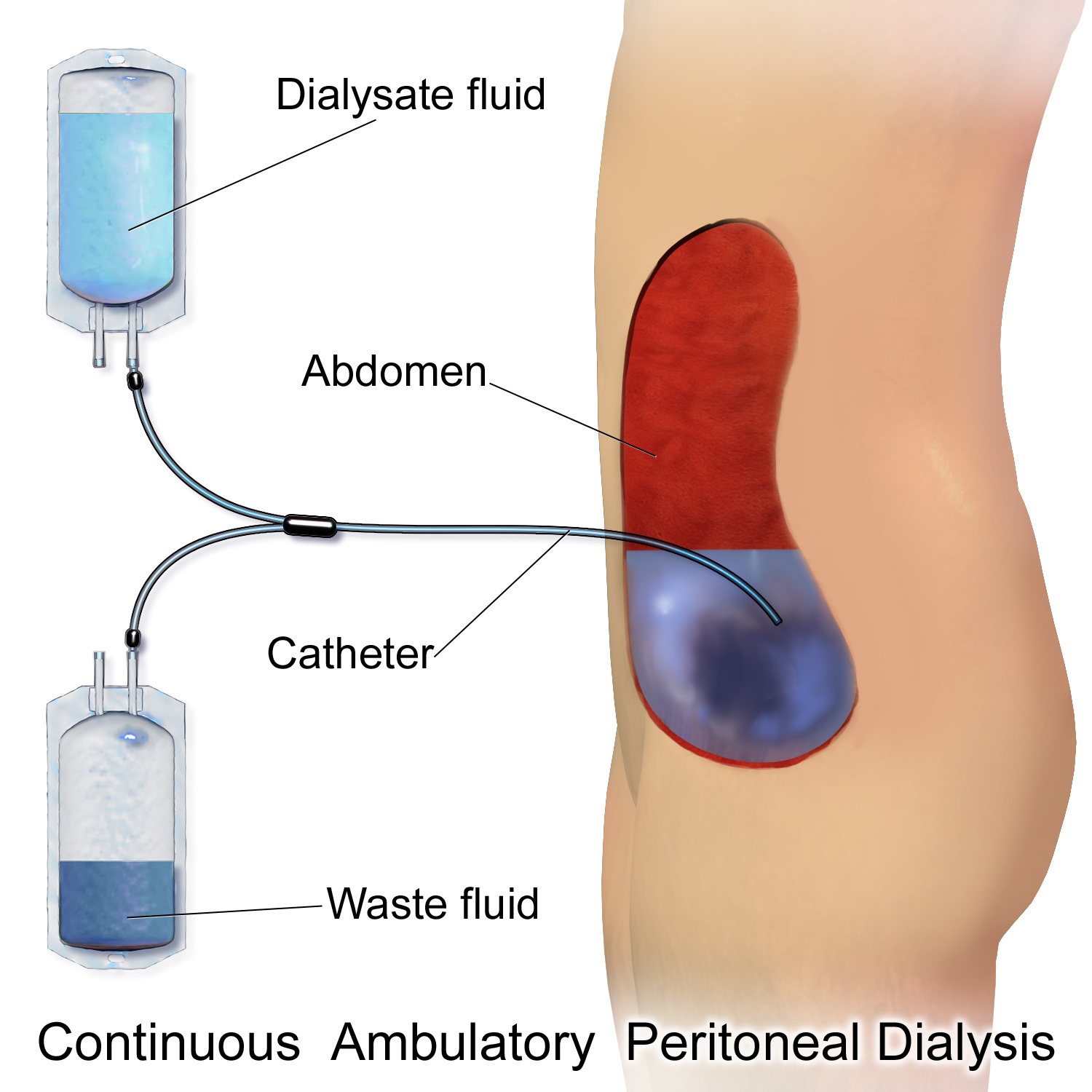
連續性非臥床腹膜透析圖示

## 另見
- 透析
- 血液透析
- 腎臟移殖

## 外部連結
- 中的“Dialysis”
- Treatment Methods for Kidney Failure - National Institute of Diabetes and Digestive and Kidney Diseases（英语：National Institute of Diabetes and Digestive and Kidney Diseases）